# Junxia Wang
Junxia Wang (China, 19 de enero de 1973) fue una atleta china, especializada en la prueba de 10000 m en la que llegó a ser campeona mundial en 1993 y campeona olímpica en 1996.

## Carrera deportiva
En el Mundial de Stuttgart 1993 ganó la medalla de oro en los 10000 metros, con un tiempo de 30:49.30 segundos que fue récord de los campeonatos, llegando a meta por delante de su compatriota la también china Zhong Huandi y la keniana Sally Barsosio.
Tres años después, en los JJ. OO. de Atlanta 1996 ganó el oro en los 5000 metros, por delante de la keniana Pauline Konga y la italiana Roberta Brunet.